# Кисеонички бар
Кисеонички бар је посебно осмишљен објекат, или део неког објеката у тржним центрима, коцкарницама и ноћним клубовима, намењен за продају кисеоника у рекреативне сврхе, који се преко носне каниле уноси кроз ноздрве у организам.

## Опште информације
Са отварањем кисеоничких барова почело се крајем 1990. године, са циљем да се у њима промовише коришћење кисеоника, најчешће обогаћеног разним мирисима, у рекреативне сврхе.
Упркос недостатку било ког научног доказа да је употреба кисеоника код здравих људи оправдана, оправдана, у овим баровима промовише се наводно нова метода која је корисна јер:
- смањује стрес,
- повећава енергија,
- мањује главобоља,
- уклањају отрови и масноћа из организма итд.[3]

Мириси који се користе у мирисном кисеонику такође могу бити штетни за неке људе, посебно за оне са плућним болестима. Према Асоцијацији Лунг, хемикалије у мирисима, па чак и оне направљене од природних биљних екстраката, могу изазвати алергијске реакције које се крећу од благе до тешких.

## Трајање сеансе и цена услуге
Кисеоник се у кисеоничким баровима обично нуди у сеансам од 5 минута, до максимално 30 до 45 минута, у зависности од објекта, а цена једног минута се креће између 1 и 2 долара, у зависности од локације и мириса који корисних одабере.

## Супротстављени ставови
Кисеоник је други гас по заступљености у формирању нормаланог атмосферског ваздуха, у ком је са (20,93%), одмах иза азота (78,10%). Кисеоник је од виталног значаја за одржање живота на земљи, а његов парцијални притисака у атмосферском ваздуху на ниво мора је око 160 mmHg.
Кисеоник је метаболички гас, дифузно присутан у аеробним организмима. Он је укључен у метаболизам сваке ћелије као оксиданс у процесу оксидативне фосфорилације и има изражену способност да прима електроне.
Међутим ако оксидантна способност кисеоника измакне антиоксидантној контроли од стране организма могу настати озбиљна оштећења па и смрт аеробних организама.

У том смислу иако је Америчка асоцијација за плућне болести поводом отварања кисеоничких барова издала званичмно саопштење у коме наводи да... 
нема доказа да је кисеоник, који се примењује на ниском притиску и малом протоку опасан по здравље нормалне — здраве особе, Центар за евалуацију и истраживање лекова у САД, упозорава да људи са срчаним или плућним болестима, не би требало да користе кисеоник у овим баровима, пошто његова употреба мора да буде јасно регулисана и под контролом медицинског особља, јер се у противном не може искључити и могућност токсичног дејства кисеоника код ових болесника.
Једна од студија показала је да употреба кисеоника у кисеоничким баровима не утиче на енергију, релаксацију или ниво стреса код субјекта, и указује на то да се тврдње давалаца услуга нетачне.